# Stefano Seedorf
Stefano Maarten Seedorf (Zaanstad, 28 aprile 1982) è un ex calciatore olandese, di ruolo centrocampista.

## Biografia
Possiede il passaporto surinamese.
È cugino dell'ex calciatore Clarence Seedorf.

## Carriera
Arrivato nelle giovanili dell'Hellas Sport, poi passa in quelle dell'Ajax. In carriera ha vestito le maglie di diverse squadre, nei Paesi Bassi e in altri stati: Ajax, NAC Breda, Groningen, Apollōn Limassol (Cipro), Veria (Grecia) e Den Bosch.
Dal 2009 al 2011 gioca nel Monza. Il 22 agosto 2010, in occasione della prima giornata di Lega Pro 1ª Divisione, entra al 50' sostituendo Campinoti e 30 secondi dopo sigla la rete dell'1-2 in Monza-Pergocrema (2-2 il risultato finale). Rimasto svincolato, il 1º marzo 2012 il centrocampista olandese torna in patria, vestendo nuovamente la maglia del NAC Breda.
Il 9 marzo 2013 firma un contratto con l'Alecrim, squadra militante nel Campeonato Brasileiro Série D, il quarto e ultimo livello del campionato brasiliano di calcio.
Nel 2015 torna all'Ajax, stavolta con la terza squadra.

## Palmarès

### Club

#### Competizioni nazionali
- Campionato olandese: 1

Ajax: 2001-2002
- Coppa dei Paesi Bassi: 1

Ajax: 2001-2002
- Supercoppa dei Paesi Bassi: 1

Ajax: 2002